# 次長課長 河本"ハツラツ"準一のサンデー笑!
次長課長 河本"ハツラツ"準一のサンデー笑!（じちょうかちょうこうもとハツラツじゅんいちのサンデーしょう）は、2010年4月11日から12月26日までTBSラジオで毎週日曜12:00-12:30（JST）に放送されていたバラエティ番組である。大塚製薬オロナミンCの一社提供。
河本準一がテレビ・ラジオ通じて初めて昼の時間帯に持つレギュラー番組だったが、2010年10月に急性すい炎で入院したために11月中にかけて番組を休み、後藤輝基が代役メインパーソナリティを務めることもあった。この影響からか同年12月26日の放送をもって終了することとなった。

## パーソナリティー
- 河本準一（次長課長）
- 青木裕子（TBSアナウンサー）
- 後藤輝基（フットボールアワー）

## コーナー
- ハツラツエンタメショー

毎週一人（組）のゲストを呼び、トークをする。基本的に2週分収録していた。
- ハツラツ川柳ショー

「せんちゃん」ことフット後藤と川柳を読む。「ハツラツ太郎」（河本）が1～10ハツラツを付ける。
| TBSラジオ 日曜12時枠       | TBSラジオ 日曜12時枠                     | TBSラジオ 日曜12時枠     |
| 前番組                     | 番組名                                   | 次番組                   |
| -------------------------- | ---------------------------------------- | ------------------------ |
| 生島淳のアクティブスタイル | 次長課長 河本"ハツラツ"準一のサンデー笑! | 悠と渚のハツラツサンデー |